# 結納金詐欺
結納金詐欺（ゆいのうきんさぎ）とは、将来的な結婚すなわち婚約の成立を確約する意味で品物などを取り交わす習慣に付け込み、相手から金品を詐取すること、またそれに関連するトラブル。

## 起源
結納の起源自体は4世紀から5世紀頃、仁徳天皇の時代にまで遡る。室町時代に入ると公家や武家に広まり小笠原流や伊勢流などに体系化されていくが、江戸時代に入るが支度金目当てで名主や商人などと婚姻や養子縁組を行うことが増えた。幕府は支度金目当てで婚姻や養子縁組を行うことを禁止したが、養子規制を緩め江戸時代後期には商人などの資産家の次男以下が持参金を持って武家に養子に行って武士身分を得るという持参金養子が盛んになり、士分の取得を容易にしたという経緯もある。明治以後は庶民の間にまで結納が広まったこともあるが、結納における半返し慣習を利用した詐欺等のトラブルによる弁護士への相談も起きている。

### 事例
- 婚姻する相手に高額の結納金を要求する。
- 結納返しを行わない、結納返しの返戻要求に応じない。
- 婚約後、些細な理由から一方的に婚約を破棄し結納の返戻要求に応じない。
- 返戻の義務を発生させないようにするため一度婚姻し短期間で離婚する
- 既婚者や同性など婚姻できない状況で結納金をだまし取る

## 法律
判例によれば、結納とは「他日婚姻ノ成立スヘキコトヲ予想シ授受スル一種ノ贈与」（大判大6・2・28民録23輯292頁）、「婚姻の成立を確証し、あわせて、婚姻が成立した場合に当事者ないし当事者両家間の情誼を厚くする目的で授受される一種の贈与」（最判昭39・9・4民集18巻7号1394頁）をいう。
結納の法的性質については、一種の証約手付であるとする手付説、婚姻成立を目的とする一種の贈与であるとする贈与説、婚姻成立を解除条件とする付贈与であるとする解除条件付贈与説、折衷説が対立するが、上のように判例は贈与説をとる。
結納はその目的たる婚姻が成立すれば返還は問題とはならない。婚姻は届出のある場合に限らず、事実上の婚姻関係（内縁を含む）の成立で足りる（通説・判例。判例として大判昭3・11・24新聞2938号9頁、最判昭39・9・4民集18巻7号1394頁）。
一方、結納など婚姻の成立を最終目的として授受された金品は、その婚姻が不成立となれば不当利得となり返還義務を生じる。事実上の夫婦関係の成立が認められない場合は返還義務を生じる（大判昭10・10・15新聞3904号16頁）。双方の合意解消の場合、各当事者は返還義務を負うことになる（大判大6・2・28民録23輯292頁）。一方的な解消の場合には、解消について責めを帰すべき者（有責者）は返還義務を免れず、また、相手方に対する返還請求についても否定される。